# Камышки
Камышки — село в Александрово-Гайском районе Саратовской области, в составе сельского поселения Александрово-Гайское муниципальное образование. 

## Физико-географическая характеристика
Село расположено в степи, в пределах северной периферии Прикаспийской низменности, относящейся к Восточно-Европейской равнине, примерно в 5 км от правого берега реки Большой Узень, на высоте около 25 метров над уровнем моря. Почвы - солонцы луговатые (полугидроморфные).
По автомобильным дорогам расстояние до районного центра села Александров Гай — 22 км, до областного центра города Саратов — 250 км. Станция Камышки железнодорожной ветки Красный Кут - Александров Гай Приволжской железной дороги.
Климат
Климат умеренный континентальный (согласно классификации климатов Кёппена — Dfa). Многолетняя норма осадков — 313 мм. Наибольшее количество осадков выпадает в июле — 33 мм, наименьшее в марте — 18 мм. Среднегодовая температура положительная и составляет + 6,5 °С, средняя температура самого холодного месяца января −11,2 °С, самого жаркого месяца июля +23,3 °С.

## История
Основано как хутор примерно в 1906—1914 годы в ходе столыпинских реформ.
В 1929 году хутор стал отделением алгайского колхоза имени Чугункова. На тот момент в Камышках проживали более 20 семей. В период Великой Отечественной войны было призвано 64 жителя Камышек, 48 из них не вернулись обратно.
В послевоенные годы Камышки начали активно застраиваться и заселяться. Школа, существовавшая уже в военный период, в 1951 году получила статус семилетней, а в 1960-м — восьмилетней. Камышки получили статус села. В 1960 году Камышки с окрестными хуторами стали отделением совхоза «Искра» Новоузенского района, затем в 1962 году — отделением совхоза «Южный». В 1970 году Камышки стали частью совхоза «Новостепной», в 1976 году был организован самостоятельный совхоз «Камышковский», за которым были закреплены 25 тысяч гектаров земли (из них 900 — орошаемые).
В 1974 году открылась новая школа-восьмилетка. В 1982 года — новое двухэтажное здание средней школы. Во второй половине 1980-х годов совхоз «Камышковский» стал племенным хозяйством по разведению цигайской породы овец. В 1986 году завершилась газификация Камышек. Село являлось центром Камышковского сельсовета. В 1993 году совхоз реорганизовали в племколхоз. В 2006—2007 годах был проложен водопровод.
После муниципальной реформы село являлось центром сельского поселения Камышковское муниципальное образование. Законом Саратовской области от 24 февраля 2016 года № 21-ЗСО, Камышковское муниципальное образование было упразднено, включено в состав Александрово-Гайского муниципального образования.

## Население
| 2002 |
| ---- |
| 1005 |

| 2002 | 2010  | 2018 |
| ---- | ----- | ---- |
| 1001 | ↗1006 | ↘886 |

Национальный состав
Согласно результатам переписи 2002 года большинство населения составляли казахи (57 %) и русские (41 %).